# Żagiew
Żagiew ("A Tocha", Die Fackel), também conhecido como dowsydowska Gwardia Wolności (a "Guarda da Liberdade Judaica"), foi uma agencia judia colaboracionista nazista de grupos na Polônia ocupada pelos alemães nazistas, fundada e patrocinada pelos alemães e liderada de Abraham Gancwajch.
Muitos membros do Żagiew estavam relacionados com a organização judaica colaboracionista Grupo 13, que também era liderada por Gancwajch. A organização operava principalmente dentro do gueto de Varsóvia. O Żagiew foi estabelecido no final de 1940 e existiu até a época da eliminação do gueto durante a Revolta do Gueto de Varsóvia de 1943.
Żagiew tinha mais de mil agentes secretos judeus e alguns foram autorizados por seus manipuladores da Gestapo a possuir e portar armas de fogo.
Seu principal objetivo era se infiltrar na rede de resistência judaica e revelar suas conexões com o subsolo polonês ajudando e escondendo os judeus no governo geral. A organização conseguiu infligir danos consideráveis em ambas as frentes.
Os agentes de vista também foram fundamentais para organizar o caso do Hotel Polski em Varsóvia, um esquema alemão para atrair milhares de judeus ricos sob falsas promessas de evacuação para a América do Sul e extorquir seu dinheiro e valores antes de matar a maioria deles.